# Atletismo nos Jogos Olímpicos de Verão da Juventude de 2010 - Salto em altura masculino
As provas do salto em altura masculino do atletismo nos Jogos Olímpicos de Verão da Juventude de 2010 foram realizadas nos dias 17 (qualificatória) e 21 de agosto (finais), no Estádio Bishan, em Cingapura. 15 atletas estavam inscritos neste evento.

## Medalhistas
| Ouro   | ISR Dmitry Kroyter  |
| Prata  | AUS Brandon Starc   |
| Bronze | BUL Victor Chernysh |

## Qualificatória
| Pos. | Nome                       | País               | 1.90 | 1.95 | 2.00 | 2.04 | 2.07 | 2.10 | Resultado | Notas | Final |
| ---- | -------------------------- | ------------------ | ---- | ---- | ---- | ---- | ---- | ---- | --------- | ----- | ----- |
| 1    | Victor Chernysh            | UKR Ucrânia        | -    | o    | o    | o    | o    | o    | 2.10      |       | A     |
| 1    | Bram Ghuys                 | BEL Bélgica        | -    | -    | o    | o    | o    | o    | 2.10      |       | A     |
| 1    | Brandon Starc              | AUS Austrália      | o    | o    | o    | o    | o    | o    | 2.10      |       | A     |
| 4    | Gunnar Nixon               | USA Estados Unidos | -    | o    | xo   | xo   | o    | xo   | 2.10      |       | A     |
| 5    | Navinraj Subramaniam       | MAS Malásia        | -    | -    | o    | o    | o    | xxo  | 2.10      |       | A     |
| 6    | Hsiang Chun-Hsien          | TPE Taipé Chinês   | -    | o    | o    | o    | xo   | xxo  | 2.10      |       | A     |
| 7    | Andrei Churyla             | BLR Bielorrússia   | -    | o    | o    | o    | o    | xxx  | 2.07      |       | A     |
| 7    | Dmitry Kroyter             | ISR Israel         | -    | -    | o    | -    | o    | xxx  | 2.07      |       | A     |
| 9    | Ryan Ingraham              | BAH Bahamas        | -    | -    | -    | xo   | o    | xxx  | 2.07      |       | B     |
| 10   | Georgi Dimitrov            | BUL Bulgária       | -    | -    | o    | o    | xxo  | xxx  | 2.07      |       | B     |
| 11   | Mmilili Dube               | BOT Botsuana       | -    | o    | xxo  | o    | xxx  |      | 2.04      |       | B     |
| 12   | Mohammad Reza Vazifehdoust | IRI Irã            | o    | o    | o    | xxx  |      |      | 2.00      |       | B     |
| 13   | Eugenio Meloni             | ITA Itália         | xxo  | o    | o    | xxx  |      |      | 2.00      |       | B     |
| 14   | Felipe Hickmann            | BRA Brasil         | o    | xxx  |      |      |      |      | 1.90      |       | B     |
| 14   | Brondon Nursimloo          | MRI Maurício       | o    | xxx  |      |      |      |      | 1.90      |       | B     |

## Finais

### Final B
| Pos. | Nome                       | País         | 1.85 | 1.90 | 1.94 | 1.98 | 2.01 | 2.04 | 2.07 | 2.10 | 2.12 | 2.13 | 2.14 | Resultado | Notas |
| ---- | -------------------------- | ------------ | ---- | ---- | ---- | ---- | ---- | ---- | ---- | ---- | ---- | ---- | ---- | --------- | ----- |
| 1    | Ryan Ingraham              | BAH Bahamas  | -    | -    | -    | -    | o    | o    | o    | xxo  | o    | o    | xxx  | 2.13      |       |
| 2    | Georgi Dimitrov            | BUL Bulgária | -    | -    | o    | o    | xo   | o    | o    | o    | xxx  |      |      | 2.10      |       |
| 3    | Mohammad Reza Vazifehdoust | IRI Irã      | -    | -    | o    | o    | o    | o    | o    | xxx  |      |      |      | 2.07      |       |
| 4    | Mmilili Dube               | BOT Botsuana | -    | o    | o    | xxx  |      |      |      |      |      |      |      | 1.94      |       |
| 5    | Brondon Nursimloo          | MRI Maurício | xo   | o    | xxo  | xxx  |      |      |      |      |      |      |      | 1.94      |       |
| 6    | Felipe Hickmann            | BRA Brasil   | o    | o    | xxx  |      |      |      |      |      |      |      |      | 1.90      |       |
| 7    | Eugenio Meloni             | ITA Itália   | o    | xxx  |      |      |      |      |      |      |      |      |      | 1.85      |       |

### Final A
| Pos.              | Nome                 | País               | 1.95 | 2.00 | 2.04 | 2.08 | 2.11 | 2.14 | 2.17 | 2.19 | 2.21 | Resultado | Notas |
| ----------------- | -------------------- | ------------------ | ---- | ---- | ---- | ---- | ---- | ---- | ---- | ---- | ---- | --------- | ----- |
| Medalha de ouro   | Dmitry Kroyter       | ISR Israel         | -    | -    | -    | o    | o    | o    | o    | xxo  | xxx  | 2.19      |       |
| Medalha de prata  | Brandon Starc        | AUS Austrália      | o    | o    | o    | o    | o    | o    | xxo  | xxo  | xxx  | 2.19      |       |
| Medalha de bronze | Victor Chernysh      | UKR Ucrânia        | o    | o    | o    | o    | o    | o    | xo   | xxx  |      | 2.17      |       |
| 4                 | Andrei Churyla       | BLR Bielorrússia   | -    | o    | o    | o    | xxo  | o    | xxx  |      |      | 2.14      |       |
| 5                 | Bram Ghuys           | BEL Bélgica        | -    | o    | o    | o    | o    | xo   | xxx  |      |      | 2.14      |       |
| 6                 | Hsiang Chun-Hsien    | TPE Taipé Chinês   | -    | -    | o    | -    | xo   | xxx  |      |      |      | 2.11      |       |
| 6                 | Gunnar Nixon         | USA Estados Unidos | o    | o    | o    | o    | xo   | xxx  |      |      |      | 2.11      |       |
| 8                 | Navinraj Subramaniam | MAS Malásia        | -    | xo   | xo   | o    | xxx  |      |      |      |      | 2.08      |       |